# Маханово (Алтайский край)
Маханово — посёлок в Поспелихинском районе Алтайского края России. Входит в состав Поспелихинского сельсовета.

## История
Основан в 1763 г.. Согласно ревизской сказки 1763 года в деревне проживали семьи Егора Маханова, Василия Реткина, Василия Паламошнова, Елисея Бетенева, Ивана Грибанова, Ивана Запрегаева.   В 1904 году деревня состояла из 81 двора с населением 500 человек. В деревне имелся хлебозапасный магазин и домашняя школа грамоты.
В 1928 году деревня Маханово состояла из 143 хозяйств. В административном отношении являлся центром Махановского сельсовета Поспелихинского района Рубцовского округа Сибирского края.

## Население
| 1926 | 1997 | 1998 | 1999 | 2000 | 2001 | 2002 | 2003 | 2004 | 2005 |
| ---- | ---- | ---- | ---- | ---- | ---- | ---- | ---- | ---- | ---- |
| 742  | ↘144 | ↘121 | ↘102 | ↗104 | ↘93  | ↘88  | ↘86  | ↗91  | ↗92  |
| 2006 | 2007 | 2008 | 2009 | 2010 | 2011 | 2012 | 2013 | 2014 |      |
| ↗99  | ↘92  | ↘91  | ↘90  | ↘87  | →87  | ↗90  | ↘86  | ↘83  |      |

Национальный состав
В 1928 году основное население — русские. 
Согласно результатам переписи 2002 года, в национальной структуре населения русские составляли 93 %.